# Ян Волкерс
Ян Волкерс (нід. Jan Wolkers, повне ім'я — Ян Гендрік Волкерс / нід. Jan Hendrik Wolkers; *26 жовтня 1925, Угстгест, поблизу Лейдена, Нідерланди — 19 жовтня 2007, о. Тесел, Північна Голландія, Нідерланди) — нідерландський прозаїк і скульптор.

## З життя і творчості
Ян Волкерс — надзвичайно обдарована і багатогранна особистість, яка лишилась до кінця не зрозумілою в нідерландському культурному середовищі. Найбільше таланти митця виявились у скульптурі та літературі.
Деякий час Ян Волкерс відвідував майстерні О. Кокошки і О. Цадкіна. У організованому літературному житті не брав участі ніколи.
Спершу став відомим у зв'язку зі своєю відвертою манерою описів сцен сексу й відповідною тематикою своїх творів, що включає спроби усвідомлення місця сексуальних відносин і смерті у людському житті та їх взаємозв'язку з іншими його проявами. Лише наприкінці життя і по смерті (2007) літературний доробок Волкерса був оцінений у більшій мірі за оригінальний авторський стиль письменника, ніж за той своєрідний виклик нідерландському суспільству, кинутий автором у 1960-ті. Тоді ж у спорадичній співпраці з лівими силами Ян Волкерс виявляв свої соціалістичні (чи навіть комуністичні) погляди.
Походив Ян Волкерс з ортодоксальної кальвіністичної родини, і зведення рахунків з цією релігійною течією є одним з основних джерел натхнення митця. Звідси постійне звертання до свого минулого з усвідомленням того, що воно продовжує переслідувати і сьогодні, що знайшло своє відображення у збірці оповідань Alle verhalen (1963), у романах «Назад до Ухстхейсту» (Terug naar Oegstgeest, 1965), «Коротко під їжака» (Kort Amerikaans, 1962).

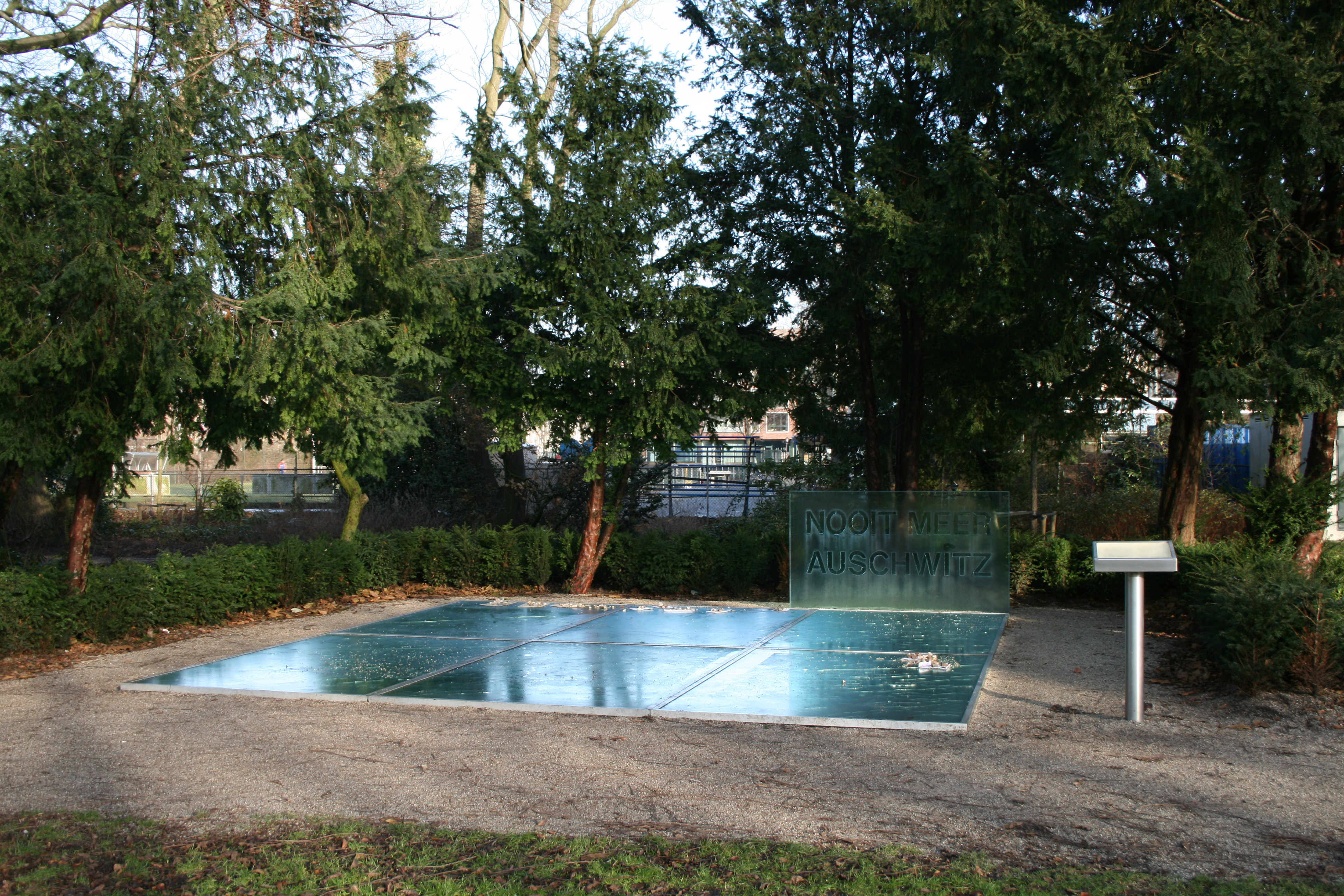
Пам'ятник жертвам Аушвіца роботи Волкерса, Амстердам

Деякі з творів Волкерса екранізовані нідерландськими кінематографістами. Найвідомішою екранізацією є стрічка за романом Волкерса «Турецькі солодощі» (Turks Fruit, 1969), знята відомим голландським режисером Паулем Фергувеном (Paul Verhoeven), у якій головну роль зіграв Рутгер Гауер. У 1973 році фільм навіть був висунутий на премію Оскар як найкращий фільм іноземною мовою, що дозволило і режисерові фільму, і акторові, що знімався в головній ролі, заявити про себе, а згодом отримати світову популярність.
Починаючи від 1980 року Ян Волкерс мешкав і творив — як літератор і скульптор на острові Тесел (Північна Голландія).
Деякі зі скульптур Волкерса (часто скляних) просто неба були пошкоджені вандалами. Серед пошкоджених скульптур, зокрема, були пам'ятник жертвам Освенціма в Амстердамі й монумент на дамбі в Теселі. Через ці вандальні дії по відношенню до своїх робіт, митець у 2003 році присягнувся використовувати у своїх майбутніх скульптурах більше сталі і менше скла. Взагалі у своїх публічних виступах Волкерс не раз закидав критикам того, що вона проявляє неналежне зацікавлення його творчістю.

## Літературний доробок
Літературний доробок Яна Волкерса охоплює понад 10 романів, 2 п'єси, документальні повісті.
Бібліографія:
| - Serpentina's petticoat (1961); - Kort Amerikaans (1962); - De Babel (1963); - Een roos van vlees (1963); - Gesponnen suiker (1963); - Wegens sterfgeval gesloten (1963); - De hond met de blauwe tong (1964); - Terug naar Oegstgeest (1965); - 19 composities in lood, messing, brons, kunsthars, zand en hout (1966); - Horrible tango (1967); - Turks fruit (1969); - Groeten van Rottumerplaat (1971); - Werkkleding (1971); - De walgvogel (1974); - De kus (1977); - De doodshoofdvlinder (1979); - De perzik van onsterfelijkheid (1980); - Brandende liefde (1981); - De junival (1982); | - Gifsla (1983); - De onverbiddelijke tijd (1984); - 22 sprookjes (1985); - Een paradijsvogel boven het aardappelloof (1987); - De bretels van Jupiter (1988); - Op de vleugelen der profeten (1990); - Tarzan in Arles (1991); - Rembrandt in Rommeldam (1994); - Zwarte bevrijding (1995); - Icarus en de vliegende tering (1996); - Mondriaan op Mauritius (1997); - Omringd door zee (1999); - Jaargetijden (2000); - Wolkers in Wolkersdorf (2000); - De weerspiegeling (2001); - Wintervitrines (2003); - Wintervitrines (2004); - Alle verhalen (2008); - Verzamelde gedichten (2008). |